# Weixinismo
Lo Weixinismo (唯心教 Wéixīnjiào), conosciuto anche con il nome di Wéixīn Shèngjiào , “religione del solo cuore (o della sola mente)” (唯心聖教) è una forma istituzionalizzata di religione popolare cinese nata a Taiwan nel ventesimo secolo. È stata fondata nel 1984 a Taichung dal Gran Maestro Hun Juan. Nel mondo i suoi fedeli sono "circa 300.000, con una cerchia più ampia stimata dal Ministero degli Interni di Taiwan a un milione". La religione si è diffusa a partire dai primi anni 2000 anche in Cina, e in diversi altri Paesi, attirando non solo cinesi della diaspora ma anche occidentali.
Lo Weixinismo propone idee derivate dalla religione popolare cinese e dalla filosofia cinese tradizionale, e insiste soprattutto su una presentazione “ortodossa” del Libro dei Mutamenti (I Ching) e del Feng shui, sulla tradizione delle Cento scuole di pensiero e sulla venerazione dei tre Grandi Antenati del popolo cinese, l’Imperatore Giallo Huangdi, l’Imperatore Yan (Yandi o Shennong) e Chi You. Lo Weixinismo è stato definito da studiosi taiwanesi "l’istituzionalizzazione della […] religione popolare cinese”. Il movimento propone la restaurazione della cultura tradizionale cinese e il dialogo fra Taiwan e la Cina.

## Origini
Lo Weixinismo è stato fondato negli anni 1980, in un contesto in cui la fine della legge marziale a Taiwan, con la conseguente affermazione della libertà religiosa, permise a diversi nuovi movimenti religiosi di manifestarsi apertamente e di ottenere anche un riconoscimento giuridico. Nello stesso tempo, la rivoluzione culturale nella Repubblica Popolare Cinese aveva fatto nascere l’idea che Taiwan avesse una speciale missione per la conservazione di elementi della cultura cinese che rischiavano di andare perduti per sempre. Diversi nuovi movimenti religiosi taiwanesi si presentarono come guardiani dell’"ortodossia" cinese, intesa come l’autentica tradizione culturale e religiosa che si era formata durante la lunga storia della Cina.
Tra questi movimenti religiosi, lo Weixinismo va annoverato fra quelli che hanno avuto maggiore successo. La religione nasce dalle esperienze mistiche di Chang Yi-Jui, nato a Zhongliao, nella Contea di Nantou, a Taiwan, nel 1944, e noto in seguito come Gran Maestro Hun Yuan. Prima di ammalarsi gravemente nel 1982, Chang, che dirigeva a Taiwan una società di rilevamenti topografici, non era particolarmente religioso, benché da anni si interessasse al Libro dei Mutamenti e al Feng shui. Nel 1982, dopo essersi rimesso, Chang attribuisce la sua guarigione a un intervento divino e fa voto di dedicare il resto della sua vita alla religione.
Dichiara di avere ricevuto rivelazioni sia dall’Imperatore di Giada, una delle maggiori divinità del Taoismo, sia da Guiguzi, un nome che indica sia una raccolta di testi sulla diplomazia e la strategia politica scritti tra il tardo Periodo degli Stati Combattenti e la fine della Dinastia Han, sia il loro autore, più tardi divinizzato dalla religione popolare cinese. Chang si dichiara misticamente unito a Guiguzi e fonda una piccola sala di preghiera a Taichung, dove comincia a radunare seguaci. Nel 1984 cambia il nome della sala di preghiera in Tempio Shennong e dichiara di avere ricevuto per rivelazione il nuovo nome di Gran Maestro Hun Yuan. Nel 1987 ottiene la registrazione legale del suo movimento come Wéixīn Shèngjiào, un nome che indica gli insegnamenti del “solo cuore” (o della “sola mente”).
Nel 1989 la sede è spostata in un complesso più ampio nella Contea di Nantou, dove viene costruito il Tempio Hsien Fo. La crescita del movimento porta a fondare 42 templi-filiale a Taiwan e sedi in altri Paesi: Cina, Giappone, Vietnam, Australia, Stati Uniti, Canada e Spagna. Diversi templi, tra cui il grande complesso conosciuto come "Città degli Otto Trigrammi" presso Hebi nella provincia dell’Henan, sono stati costruiti in Cina a partire dal 2001. Dal 2008 una seconda “Città degli Otto Trigrammi” è in costruzione a Taiwan, nei pressi di Nantou.

## Attività educative e sociali

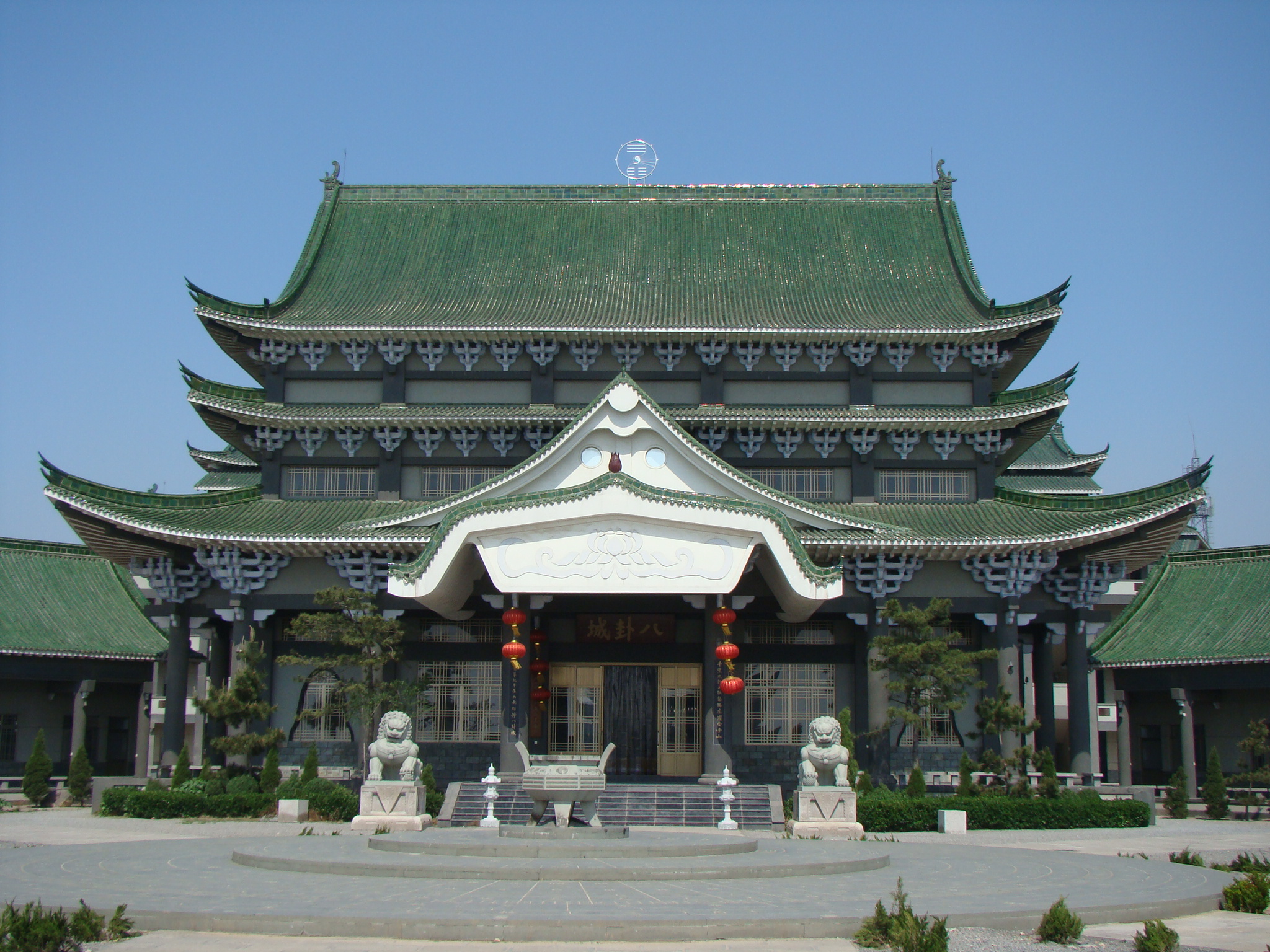
La Città degli Otto Trigrammi presso Hebi in Cina

Il successo del Weixinismo è dovuto soprattutto ai suoi corsi sul Libro dei Mutamenti e sul Feng shui, due argomenti estremamente popolari fra i cinesi in patria e nella diaspora, e che interessano pure un numero crescente di occidentali. Corsi di livello accademico sono offerti dal Weixin College, che è stato riconosciuto come università a Taiwan dal Ministero dell’Educazione con un iter iniziato nel 2013, mentre l’Università I Ching propone una “educazione permanente” per gli adulti e coordina corsi sul Libro dei Mutamenti offerti ai bambini. Due milioni di bambini hanno frequentato questi corsi dal loro avvio nel 1996 al 2016. Lo Weixinismo ha anche organizzato un certo numero di convegni scientifici, invitando docenti universitari di Taiwan, della Repubblica Popolare Cinese, coreani e anche occidentali.
L’attività educativa del movimento comprende anche la pubblicazione di numerosi libri del Gran Maestro Hun Yuan e i programmi televisivi Vedere tutte le prospettive dell’I Ching e del Feng shui (dal 1998), Venite tutti a imparare l’I Ching (dal 1998) e Il Feng shui a casa mia (digitale, dal 2004), più altri trasmessi dal canale televisivo di cui lo Weixinismo si è dotato, Wei Xin TV. Il movimento insiste sul fatto che l’I Ching deve essere insegnato non solo come una filosofia ma come uno strumento pratico per la divinazione, e che il Feng shui è più di una tecnica per disporre in modo armonico arredamento ed edifici e comprende un sistema globale di indicazioni per vivere in armonia con la natura.
L’accostamento del Weixinismo al Feng shui lo ha anche motivato a fondare, nel 1999, subito dopo il devastante terremoto di Jiji del 1999 a Taiwan, il Circolo d’interesse I Ching e Feng shui, più tardi trasformato nel Team di Servizio del Circolo d’interesse Feng shui. Questa organizzazione offre consigli su come costruire edifici secondo un’ingegneria sismica ispirata al Feng shui ma porta anche aiuti materiali alle famiglie bisognose a Taiwan e in Cina. Altri programmi promettono di migliorare le condizioni di lavoro nelle fabbriche e aziende di Taiwan applicando anche lì i principi del Feng shui.
Lo Weixinismo venera Guiguzi che, secondo la tradizione, fondò la prima scuola di diplomazia nel mondo. Una delle principali attività del movimento è la promozione di iniziative per la riconciliazione spirituale fra Taiwan e la Cina, considerata la condizione indispensabile per il dialogo politico. L’Associazione Weixin Taiwan per la Pace nel Mondo è stata fondata nel 2009. I suoi scopi vanno oltre i problemi geopolitici di Taiwan e si propongono la riconciliazione fra i popoli dopo secoli di guerre e di conflitti attraverso un processo di purificazione della memoria.

## Dottrina
La teologia weixinista ha come premessa una visione mitica della storia della Cina, ampiamente derivata dalla religiosità popolare cinese. Questa storia parte dal mito della “civiltà di Kunlun”, che sarebbe fiorita agli albori della storia umana e sarebbe la più antica civiltà del mondo. L’antica saggezza di Kunlun sarebbe stata ereditata da Fu Xi, un leggendario sovrano cinese del terzo millennio prima di Cristo cui la tradizione attribuisce la redazione del Libro dei Mutamenti, e da lui trasmessa attraverso Jiutian Xuannü, la dea della longevità incarnata sulla Terra, ai tre Grandi Antenati cinesi: l’Imperatore Giallo Huangdi, l’Imperatore Yan (Yandi o Shennong o Imperatore di Fuoco) e Chi You.
L’ultimo, Chi You, è considerato dalla tradizione popolare cinese come il cattivo della mitologia, contro cui l’Imperatore Giallo e l’Imperatore Yan hanno dovuto combattere. Uno degli aspetti caratteristici del Weixinismo è la sua riabilitazione di Chi You. Il movimento considera Chi You l’antenato delle minoranze etniche cinesi e afferma che la purificazione della memoria nazionale dai residui delle guerre che hanno insanguinato la Cina richieda che Chi You sia oggi venerato insieme all’Imperatore Giallo e all’Imperatore Yan.
Guiguzi, secondo la dottrina weixinista, è stato il legittimo erede dei tre Grandi Antenati. Più precisamente, il bodhisattva Wang Chan Lao Chu si è un tempo incarnato in Guiguzi e oggi è misticamente unito al Gran Maestro Hun Yuan. La linea ininterrotta che collega la civiltà di Kunlun al Weixinismo attraverso i tre Grandi Antenati e Guiguzi dovrebbe garantire la sua "ortodossia" culturale. Il movimento insegna che i tre Grandi Antenati sono anche i progenitori delle più antiche famiglie reali giapponese, vietnamita e coreana, riconducendo così allo stesso lignaggio una buona parte dell’Estremo Oriente,
Le rivelazioni di Guiguzi al Gran Maestro Hun Yuan e gli scritti di quest’ultimo, che il movimento dichiara ugualmente ispirati da Guiguzi, sono molto numerosi. Comprendono sedici Sutra dell’Apocalisse e oltre diciottomila volumi di scritti, discorsi e commenti del Gran Maestro Hun Yuan. In effetti, quasi ogni parola pronunciata dal Gran Maestro è annotata fedelmente dai suoi seguaci e inclusa nei volumi del monumentale “Canone Weixin”, il cui numero cresce continuamente.

## Rituali
Studiosi di Taiwan hanno interpretato lo Weixinismo come l’evoluzione istituzionale di credenze della religione popolare cinese per loro natura non sistematiche, "l’istituzionalizzazione di […] credenze popolari diffuse". I riti, che comprendono il canto di mantra, hanno un’importanza centrale nel movimento. Comprendono rituali quotidiani celebrati nella sede centrale e nei templi-filiale e cerimonie più elaborate per occasioni particolari. Il movimento è convinto che il canto quotidiano di certi mantra da parte dei suoi membri ha prevenuto o almeno alleviato diverse catastrofi naturali.
A partire dal 2004 lo Weixinismo ha organizzato ogni anno nello Stadio Linkou di Taipei una "Cerimonia unificata di venerazione degli antenati per i cinesi del XXI secolo", intesa a pacificare le anime di tutti gli antenati, particolarmente di quelli periti nel corso delle molte guerre della storia cinese. Ogni anno queste spettacolari cerimonie attirano oltre trentamila persone. Presidenti della Repubblica di Taiwan, ministri e altri politici sono stati tra i partecipanti. Lo Weixinismo sostiene che queste cerimonie hanno un ruolo essenziale per favorire la pace nel mondo e ultimamente guidare l’umanità verso una nuova era di pace che durerà 5.000 anni.